# Carolina Gorun
Carolina Gorun (geb. in der Republik Moldau) ist eine deutsche Schlagersängerin.

## Leben
Geboren in der Republik Moldau, wurde sie von ihren Eltern russisch-orthodox erzogen und seit frühester Kindheit musikalisch gefördert. Carolina Gorun sang neben dem Schulchor auch in verschiedenen Kirchenchören. 2010 errang sie den ersten Platz beim Grand Prix International Musikwettbewerb „Vivat Marin“ Ukraine und landete auf dem zweiten Platz beim Grand Prix Festival des französischen Liedes, Rumänien (Eurovision Song Contest).
2011 trat sie für die Republik Moldau beim Eurovision Song Contest an.
2012 erreichte sie das Halbfinale beim Supertalent Deutschland.
2016 wechselte sie das Management und unterschrieb ihren ersten Plattenvertrag in Deutschland. Kurz darauf erschien ihre erste Single, „Licht meines Lebens“, produziert von Mike Rötgens in Köln und Dirk Fiebich in Löhne, und schaffte es in die Charts. Der Remix, produziert von DJ Fosco (Jan Boris Schäfer), landete ebenfalls einen Charterfolg.
2017 erfolgte der endgültige Schritt nach Deutschland.
Dafür arbeitet sie mit dem Produzenten Peter Jordan und Songschreibern wie Mariana Wagner oder auch Bendix Amonat als Vocal-Coach.

## Auszeichnungen und Erfolge
2009
- 3. Platz Internationaler Musikwettbewerb Russland
- 4. Platz Folklore-Festival Griechenland

2010
- 1. Platz Grand Prix International Musikwettbewerb „Vivat Marin“ Ukraine
- 2. Platz Grand Prix Festival des französischen Liedes, Rumänien (Eurovision Song Contest)

2011
- 1. Platz Festival des französischen Liedes, Republik Moldau (Eurovision Song Contest)

2012
- Halbfinale Supertalent Deutschland

2018
- Halbfinale ESC Vorentscheid in Craiova/Rumänien mit dem Titel Reach for the Stars

## Diskografie
- 2011: True Love
- 2012: For You
- 2014: Turn The Tide
- 2015: Inima Mea
- 2015: Sublime
- 2016: Fetele
- 2016: Licht Meines Lebens
- 2017: Cer Senin